# Здание Кунсткамеры
Здание Кунсткамеры — памятник архитектуры. Расположен в Санкт-Петербурге, современный адрес дома — Университетская набережная, 3.
Здание Кунсткамеры относится к немногим памятникам русского зодчества первой четверти XVIII века, хорошо сохранившимся до 2020-х годов (в частности, это единственное сохранившееся здание, в котором работал М. В. Ломоносов, с чем впоследствии было связано открытие в Кунсткамере соответствующего музея). Оно было построено для размещения библиотеки и первого русского музея, которые изначально находились в Кикиных палатах. Место для строительства было выбрано в том числе из-за интересно выглядящей растущей на нём сосны.

## История строительства

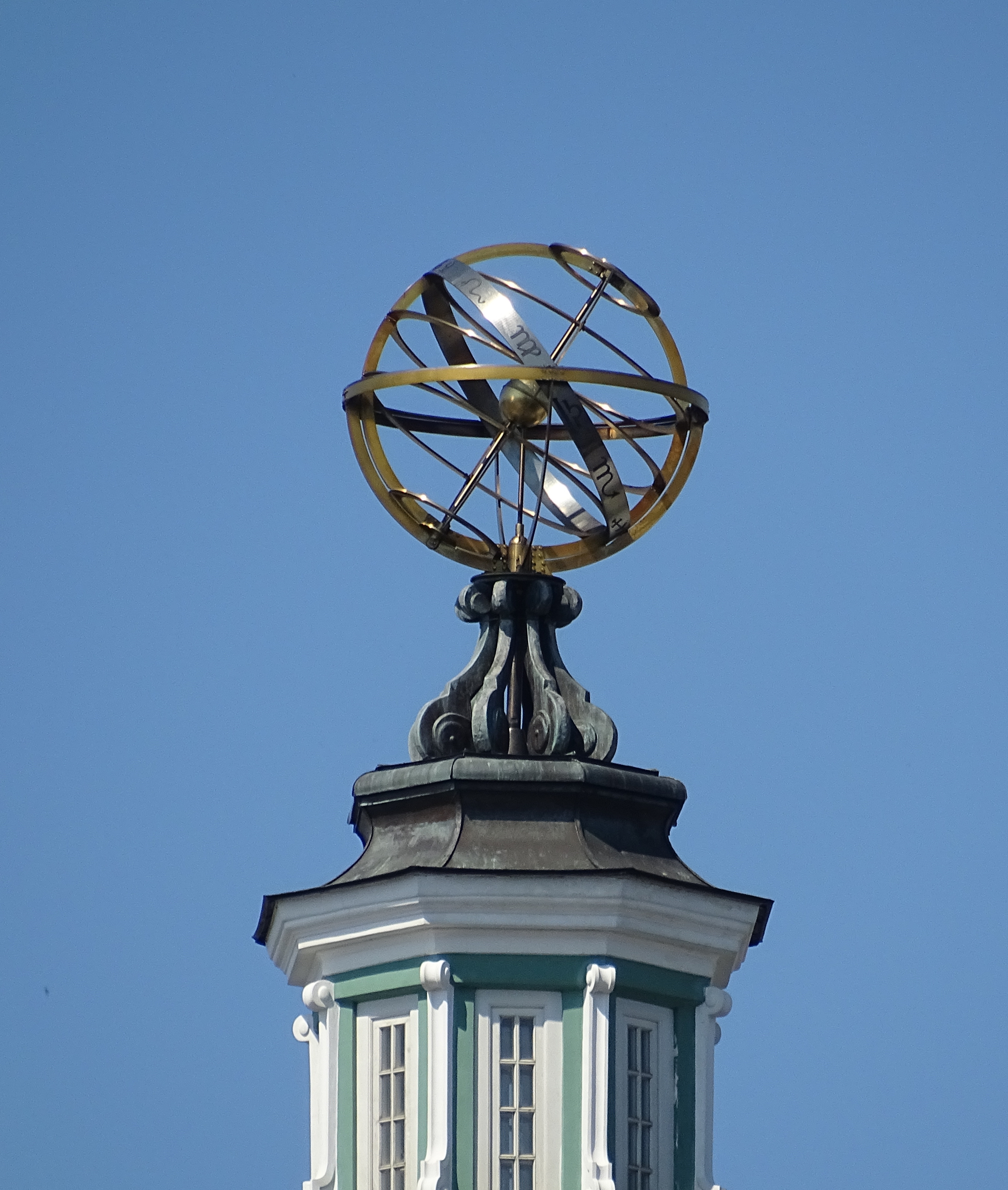
Армиллярная сфера

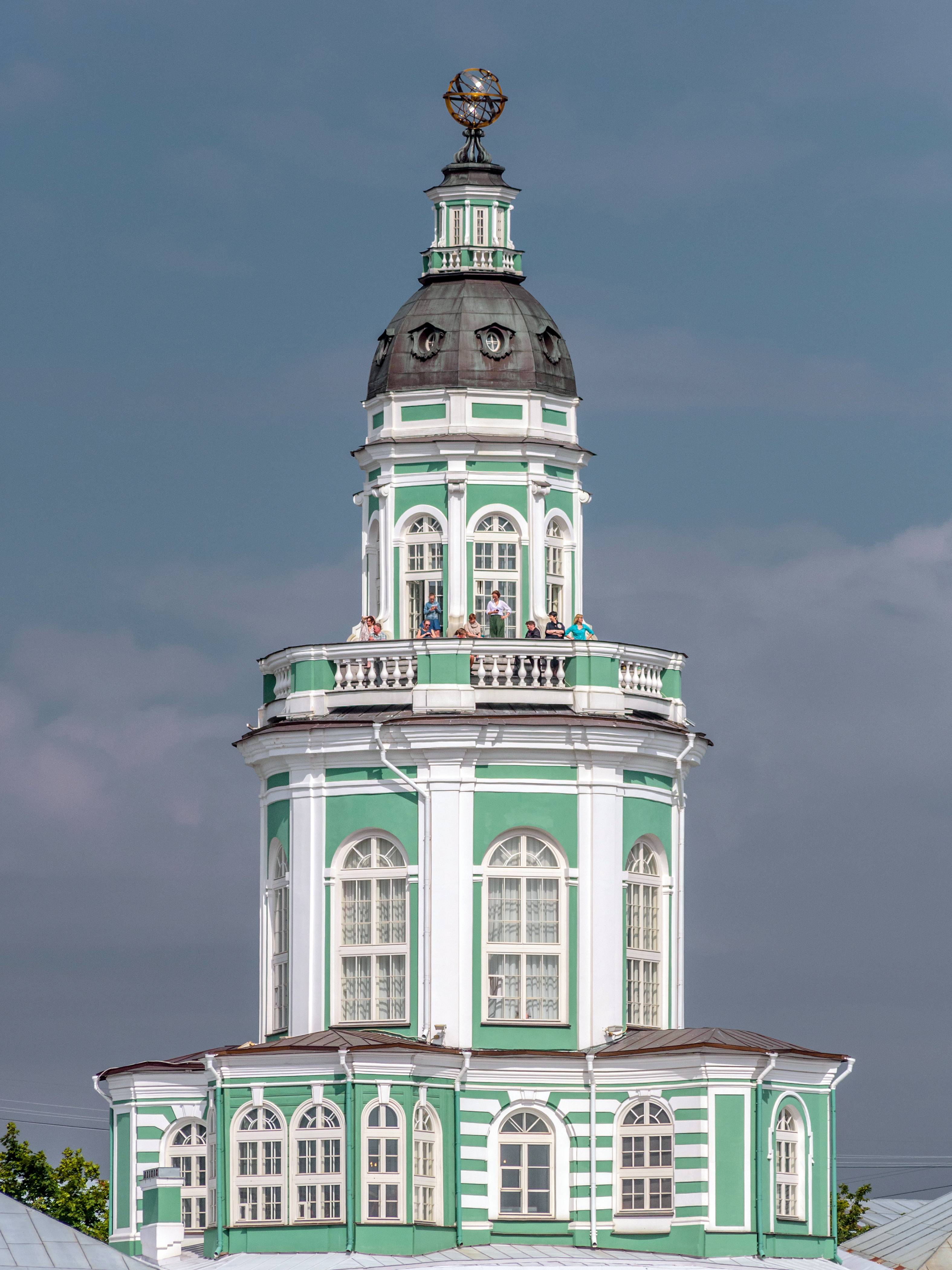
Трёхэтажная башня

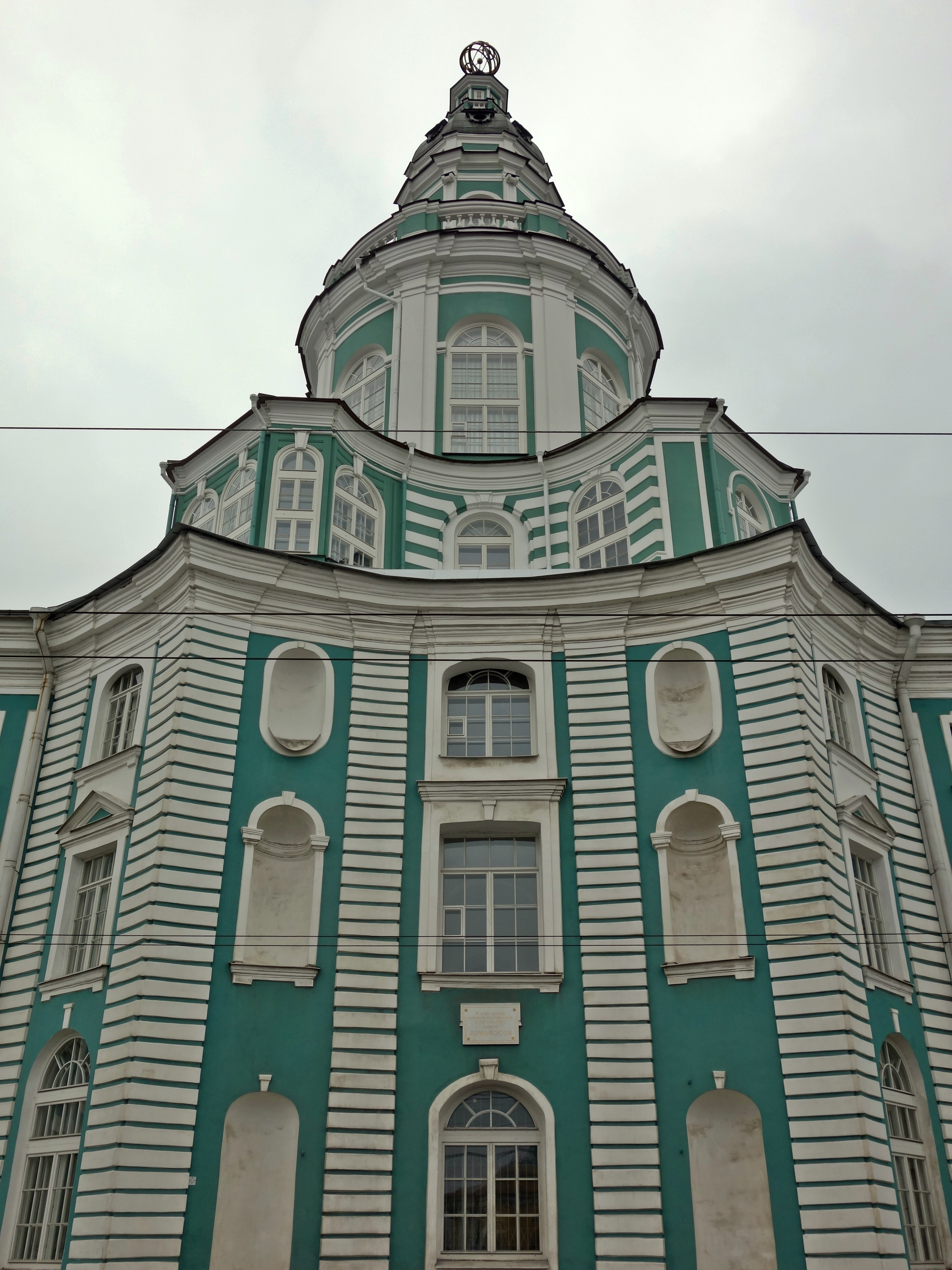
Центральный объём здания с рустованными на углах лопатками

Здание «Палат Санкт-Петербургской Академии Наук, Библиотеки и Кунсткамеры» было заложено в 1718 году и достроено в 1734 году, в 1725 году его ещё недостроенным передали Петербургской академии наук. При жизни автора замысла, Петра I, жертвовавшего на строительство личные деньги, были построены лишь стены. Изначальный проект, изменённый при строительстве, был создан Георгом Маттарнови, однако архитектор умер в 1719 году, когда здание ещё не было достроено; существует версия, что автором самого первого проекта здания был Андреас Шлютер, также в доработке проекта участвовал сам Пётр I. Версия об авторстве Шлютера появилась в начале XX века из-за теории И. Э. Грабаря о сходстве башни Кунсткамеры с берлинской башней монетного двора (нем. Münzturm), некогда спроектированной Шлютером, помощником которого позднее был Маттарнови, но это сходство отсутствовало в оригинальном проекте, появилось лишь при более поздних перестройках по проектам других архитекторов и в целом оспорено.
В оригинальном проекте трёхъярусная башня должна была завершаться плоскостью, а на боковых крыльях предполагалось сделать смотровую площадку.
Здание строили несколько архитекторов. С 1719 по 1724 годы работами руководил Н. Ф. Гербель. Он добавил к изначальному проекту галереи и более богатое украшение оконных проёмов, заменил низкую двускатную кровлю, увенчанную галереей с балюстрадой, на высокую вальмовую крышу с переломом двух углов ската; в его проекте угловые ризалиты получили гладкие стены и были завершены крупными барочными фронтонами с волютами, коньки кровли двух крыльев здания изолированы от объёма башни, а вместо невысокой башни, завершающейся балюстрадой, был создан ещё один ярус с куполом (из-за этого усилился распор стен, башня стала выше на 8,5 метров и осела на полметра). Из-за занятости архитектора ему не хватало времени на полноценный надсмотр над строительством. К декабрю 1722 года стены были достроены, в здании начали настилать полы и потолки и создавать рамы для 64 дверей и 174 окон. В ноябре сделали крышу, со следующего июня проводились штукатурные работы.
В 1724 году уже построенную башню пришлось разобрать и строить заново из-за появившихся на фасаде, двух опорных столбах-пилонах и сводах и далее и в других местах трещин. Гербель был отстранён. С 1724 по 1727 годы главой проекта был Гаэтано Киавери (ранее уже работавший на строительстве на подмене), он под руководством астронома Жозефа Делиля разработал башню для обсерватории. У всех трёх объёмов здания были сделаны свои входы, каждый с высоким крыльцом. Крыша каждой части стала отдельной, у башни появился четвёртый ярус с фонариком.
Два года Академия добивалась участия в проекте М. Г. Земцова, в итоге он присоединился к строительству в 1729 году и оформил два главных зала, а также спроектировал в них галереи для рациональной расстановки книг и коллекций.
В июле 1723 года Д. Трезини предложил установить на фасаде здания статуи и 75 резных вазонов. В 1735 году мастер Кох выполнил (вероятно, по рисункам Земцова) двенадцать статуй из липовой древесины, олицетворяющих науки (Острологию, Горографию, Ингениум, Меморию, Медицину, Географию, Юстицию, Сапиенцию, Куриозитас, Адмирацис, Дилиенцию, Циенцию). Статуи стояли в нишах центральной части северного и южного фасадов.
В восточном корпусе здания располагался большой двухэтажный зал, предназначенный для размещения библиотеки. Симметричный зал западного корпуса был предназначен для размещения музейных коллекций. Башня изначально завершалась деревянной вышкой, в ней и в центральной части находились анатомический театр и первая русская обсерватория. На третьем этаже в круглом зале находился Готторпский глобус.
Здание пострадало от пожара 5 декабря 1747 года, сгорела башня и два верхних этажа. В начале 1748 года фронтоны здания были разобраны по решению комиссии, состоявшей из Б. Ф. Растрелли, Пьетро и Джузеппе Трезини и других архитекторов — комиссия постановила, что фундамент можно безопасно использовать, но стены требуется сделать заново; проекты и сметы выполнял сначала И. Я. Шумахер, потом Савва Иванович Чевакинский, восстановивший здание без деревянной вышки в 1754—1758 годах.

## Описание
У здания два внешне одинаковых трёхэтажных корпуса, связанных центральным объёмом с многоярусной башней. Башня сама по себе трёхэтажная над более низким объёмом, богато декорирована и характерно изогнута в плане, низ башни переходит в цилиндр, а затем — в восьмигранный купол с люкарнами, над которым расположен бельведер с армиллярной сферой, символизирующей Солнечную систему (изначально планировалось установить на этом месте флюгер, при открытии музея купол венчал деревянный шпиль). Боковые части здания противопоставлены башне более скромной обработкой. В текущем оформлении скульптуры, задуманные Маттарнови, отсутствуют.
Изначально вход в здание располагался с северной стороны, добраться до него можно было на лодке. Посетители сначала оказывались в зале библиотеки, потом — в амфитеатре анатомического театра, далее шла анфилада залов.
Стены здания членят по вертикали плоские лопатки, которые рустованы на выступающих углах.
В помещениях первого этажа сохранилась выполненная в 1760-е годы лепная обработка сводов в стиле барокко. В 1777—1779 годах, на празднование 50-летия Академии наук, помещения были украшены четырьмя аллегорическими группами, бюстами и медальонами с изображением известных учёных. Из них сохранилось два гипсовых барельефа, созданные в 1778 году скульптором М. П. Павловым — аллегории «Россия» и «Празднующая Европа»; также сохранился барельеф со скульптурным портретом Л. Эйлера. В 1819—1825 годах некоторые из помещений здания (в частности, Египетский зал) расписал художник Ф. Рихтер. На потолке зала второго этажа восточного флигеля в 1757 году создал лепной узор Д. Джанни. Вследствие роста этнографических коллекций в 1887 году к зданию со стороны переулка был пристроен флигель по проекту Р. Р. Марфельда (изначально двухэтажный, флигель надстроен на этаж в 1909 году по проекту А. В. Друкера). В 1818 году было разобрано среднее крыльцо, вместо которого было сделано окно, в 1838 году предположительно из-за ветхости разобрали крыльцо на восточном торце здания.
Во время Великой Отечественной войны в здание неоднократно попадали снаряды, из-за попадания зажигательной бомбы в ночь на 18 октября 1941 года произошёл пожар.
Деревянная вышка была восстановлена в соответствии с изначальным проектом в 1947—1948 годах Р. И. Капланом-Ингелем по инициативе С. И. Вавилова.
Армиллярная сфера была обновлена 28 декабря 1993 года в связи с пришедшей в негодность сферы, установленной в конце 1940-х годов; новая сфера была разработана в ЦНИИ КМ «Прометей» и сделана из титанового сплава.
Одна из последних реставраций здания прошла в 2015 году.